# Belarussische Botschaft in Berlin

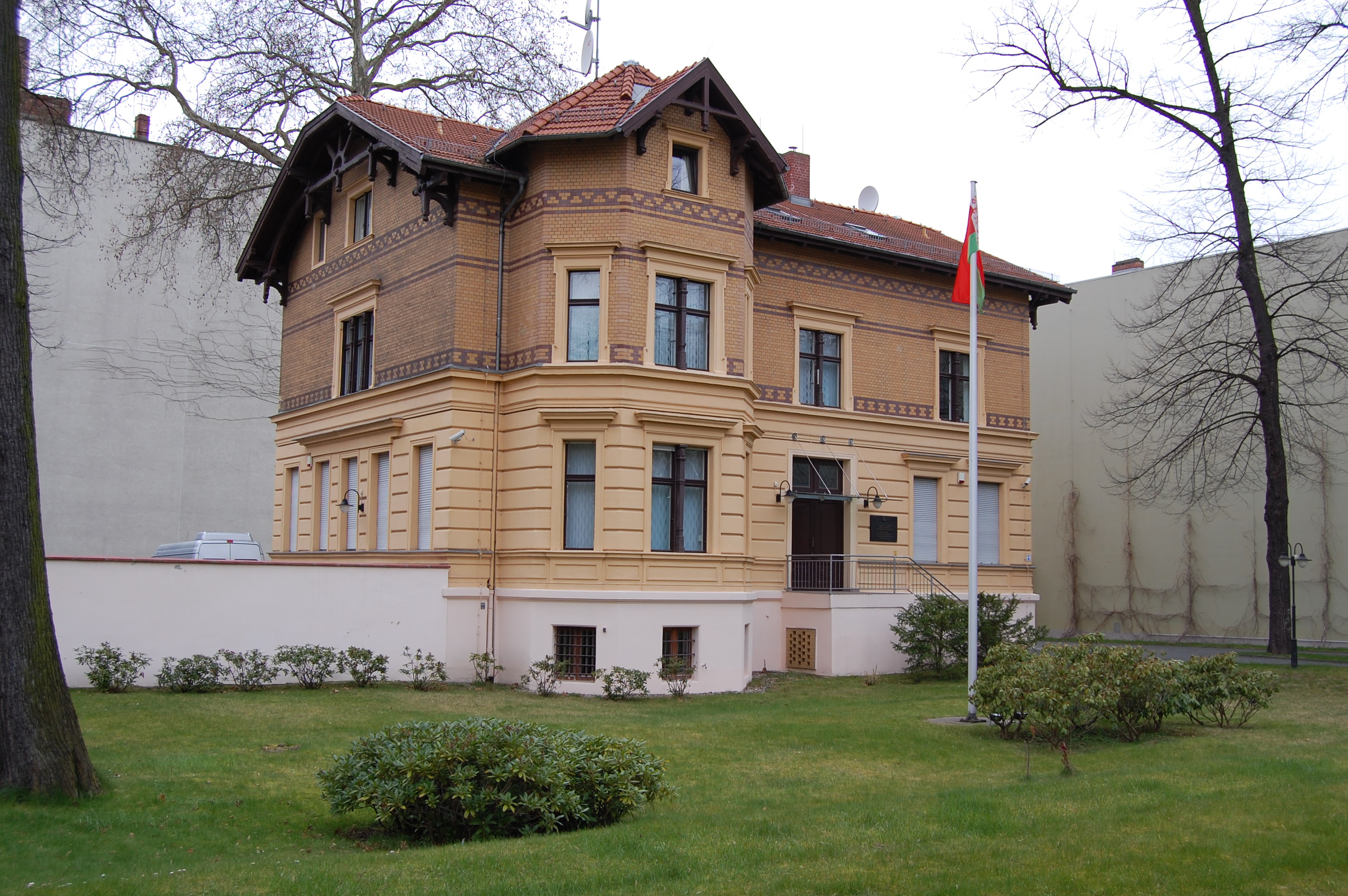
Botschaft von Belarus Am Treptower Park 32

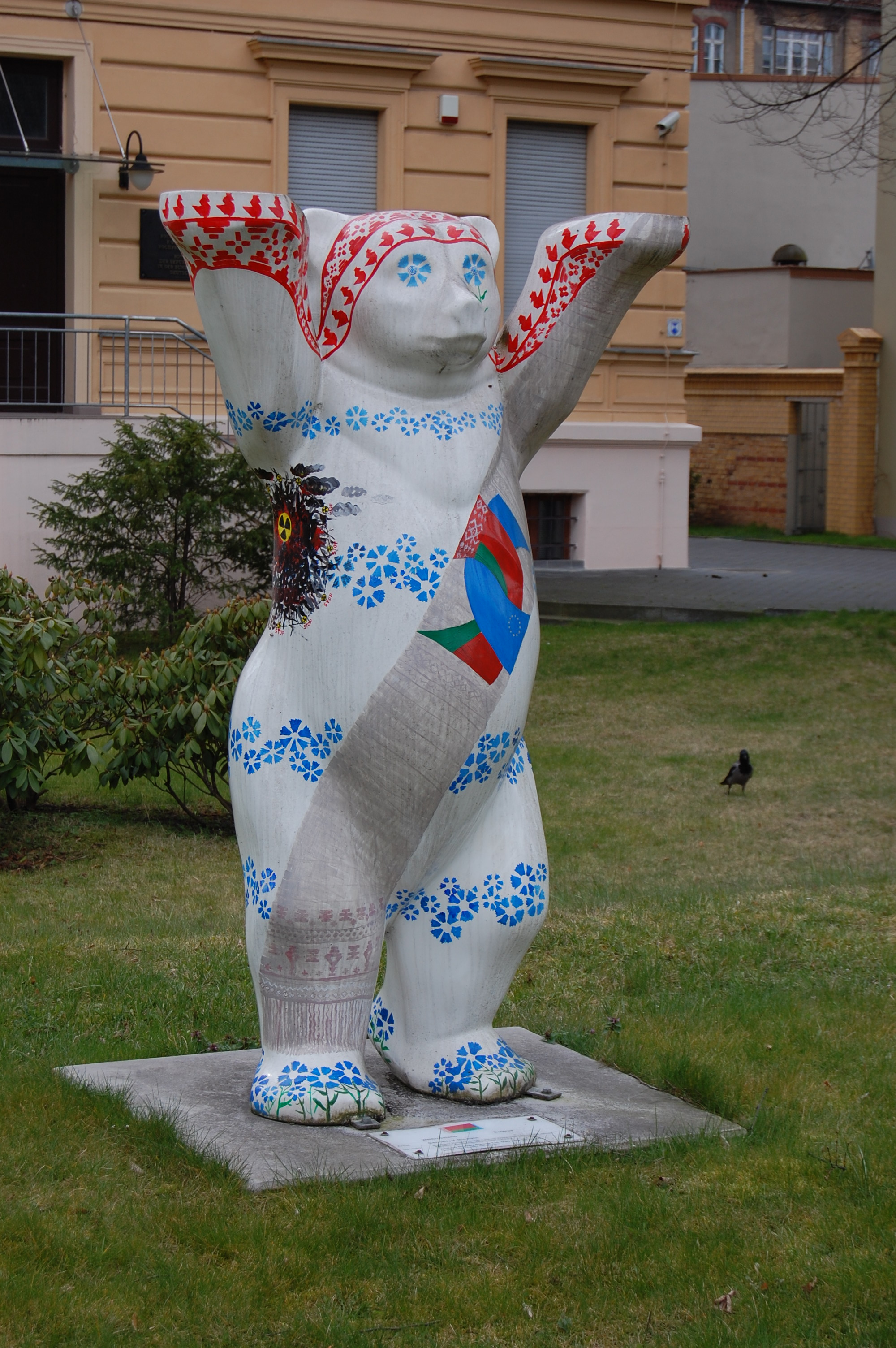
Buddy Bär vor der Botschaft von Belarus

Die Belarussische Botschaft in Berlin (offiziell: Botschaft der Republik Belarus, belarussisch Пасольства Беларусі) ist der Hauptsitz der diplomatischen Vertretung von Belarus in Deutschland.
Das Botschaftsgebäude befindet sich Am Treptower Park 32 im Berliner Ortsteil Plänterwald des Bezirks Treptow-Köpenick. Der Belarussischen Botschaft in Berlin unterstehen des Weiteren Honorarkonsulate in Cottbus und Hamburg. In München befindet sich ein von der Konsularabteilung der Botschaft unabhängig organisiertes Generalkonsulat. Gesandter-Botschaftsrat ist Andrei Shuplyak.

## Geschichte
Die Weißruthenische Volksrepublik, die im März 1918 ihre Unabhängigkeit erklärte, hat in Berlin eine außerordentliche diplomatische Vertretung eingerichtet, die von 1919 bis 1925 tätig war. Obwohl die Republik von Deutschland keine diplomatische Anerkennung erhielt, wurde ihre Vertretung im März 1919 offiziell vom deutschen Auswärtigen Amt registriert. Vertreter der Weißruthenischen Volksrepublik hatten Kontakte mit der deutschen Regierung und Treffen mit dem deutschen Außenminister Walter Simons. Die Mission war aktiv daran beteiligt, belarussischen Kriegsgefangenen zu helfen und Informationen über Belarus in der deutschen Gesellschaft zu verbreiten. Sie war auch ein Koordinierungszentrum für diplomatische Missionen der Weißruthenischen Volksrepublik in einigen anderen Ländern. Die diplomatische Vertretung befand sich in der Motzstraße 21, und das Weißruthenische Pressebüro, das der diplomatischen Mission angegliedert ist, befand sich in der damaligen Kaiserallee 209.
Im Jahr 1923 nahm Deutschland offiziell diplomatische Beziehungen mit der von den Bolschewiken kontrollierten Belarussischen Sozialistischen Sowjetrepublik (BSSR) auf. Es wurden jedoch keine wirksamen bilateralen Beziehungen geführt und weder in Minsk noch in Berlin Botschaften eröffnet.
Nach dem Zusammenbruch der Sowjetunion und der Wiederherstellung der Unabhängigkeit von Belarus wurden die diplomatischen Beziehungen zu Deutschland 1992 unter Bezugnahme auf die 1923 aufgenommenen diplomatischen Beziehungen offiziell wiederhergestellt.
Die Belarussische Botschaft in Deutschland wurde 1994 von Botschafter Pjatro Sadouski in Anwesenheit des Außenministers Pjatro Krautschanka und des Staatssekretärs des deutschen Auswärtigen Amts Dieter Kastrup offiziell eröffnet. Bis 1996 befand sich die Botschaft in der Fritz-Schäffer-Straße 20 im Bonner Ortsteil Gronau. 1996 wurde die Botschaft nach Berlin verlegt. Bis zu dessen Abbruch im Jahr 2014 diente das Gebäude als Außenstelle der Botschaft.

## Gebäude
Die Botschaft ist in Berlin neben dem Treptower Park in zwei Villen aus dem 19. Jahrhundert untergebracht. Eines davon diente vor dem Zweiten Weltkrieg als Wohnhaus und wurde später zu einem Postamt. Im Dezember 1996 wurde das Gebäude von der Republik Belarus erworben.
Das zweite Gebäude war ursprünglich als Villa Luise bekannt und wurde 1888 vom Architekten Paul Höfchen erbaut. Das Haus wurde von Theodor Fontane in seinen Wanderungen durch die Mark Brandenburg erwähnt.

## Botschafter

### Weißruthenische Volksrepublik (Leiter der diplomatischen Mission)
- Arkads Smolitsch (Mai–August 1919)
- Ljawon Sajaz (August–Oktober 1919)
- Leanid Barkou (Oktober 1919–1921)
- Andrej Barouski (1921–1925)

### Republik Belarus (Botschafter)
- Pjatro Sadouski (1992–1994)
- Pjotr Bjaljajeu (1995–1998)
- Uladsimir Skwarzou (1999–2009)
- Andrej Hiro (2009–2015)
- Dsjanis Sidarenka (2016–2024)